# Hemiceras aroensis
Hemiceras aroensis är en fjärilsart som beskrevs av William Schaus 1901. Hemiceras aroensis ingår i släktet Hemiceras och familjen tandspinnare. Inga underarter finns listade i Catalogue of Life.